# Los Arcos (Teksas)
Los Arcos – jednostka osadnicza w Stanach Zjednoczonych, w stanie Teksas, w hrabstwie Webb.